# Житловий масив імені Бориса Кротова

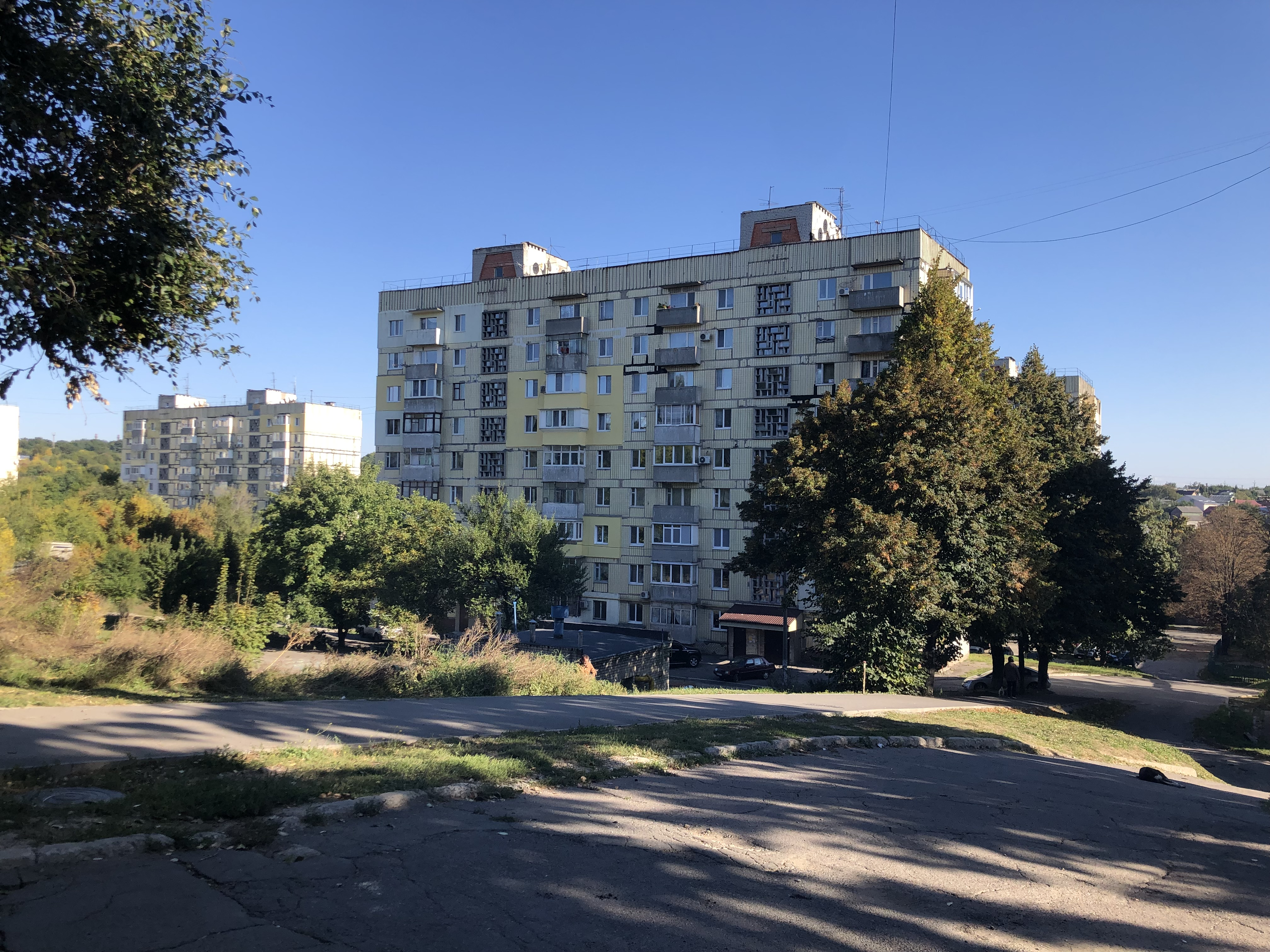
Житловий будинок на території ж/м Кротова (м. Дніпро, вул. Данили Нечая, буд. 17)

Житловий масив ім. Бориса Андрійовича Кротова (ж/м Кротова) — житловий масив у Шевченківському районі міста Дніпро.
До складу житлового масиву входять вулиці Бориса Кротова, Данила Нечая, Валеріяна Підмогильного.
Зі сходу та півночі житловий масив оточує промзона ПАТ «Дніпрошина», з заходу він межує з «Царським Селом», із півдня — селище Мирне.

## Історичні відомості
Забудова житлового масиву розпочата 1975 року. Першою будівлею став зведений у 1975 році профілакторій. Житловий масив було названо на честь Героя Радянського Союзу командира 134 кавалерійского полку 28 кавалерійської дивізії Бориса Андрійовича Кротова. Житлова частина масиву складається з 17 будинків багатоповерхової забудови (9 — 10 поверхів). Вказані будинки були побудовані на замовлення заводу «Дніпрошина» для надання житла своїм співробітникам.

## Транспорт

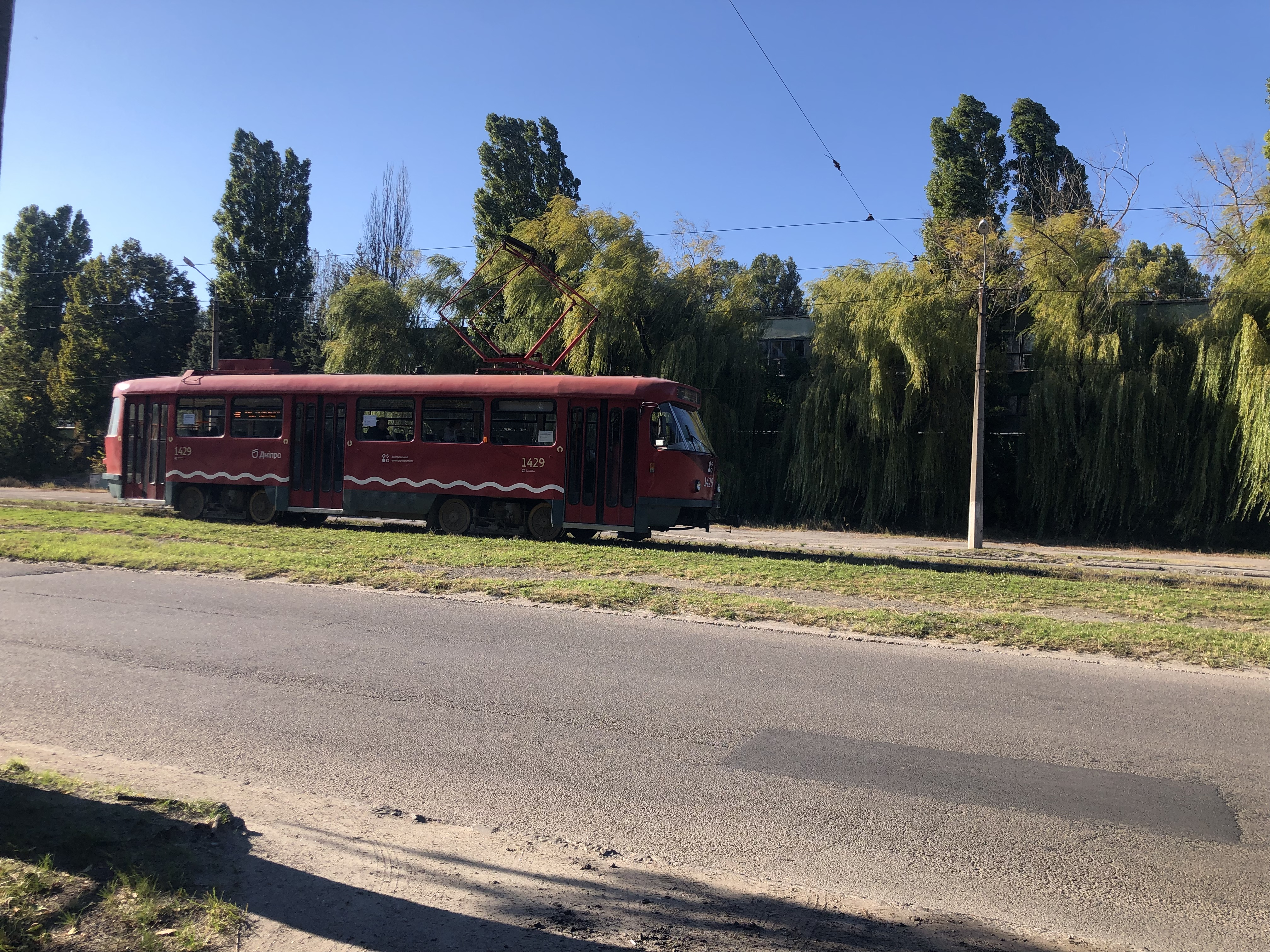
Трамвай № 16 на кінцевій зупинці

На території житлового масиву розташована кінцева зупинка трамвая № 16 (вул. Ігоря Сікорського — Шинний завод)
Транспортне сполучення забезпечується маршрутними таксі (автобуси): № 18 (Шинний завод — ж/м Придніпровськ), № 45 (пров. Ізумрудний — вул. Петра Калнишевського), № 55 (пров. Добровольців — вул. Каверіна), № 85 (вул. Данили Нечая — ДК «Шинник»), № 151А та № 151Б (вул. Заповідна — вул. В'ячеслава Липинського).

## Інфрастуктура

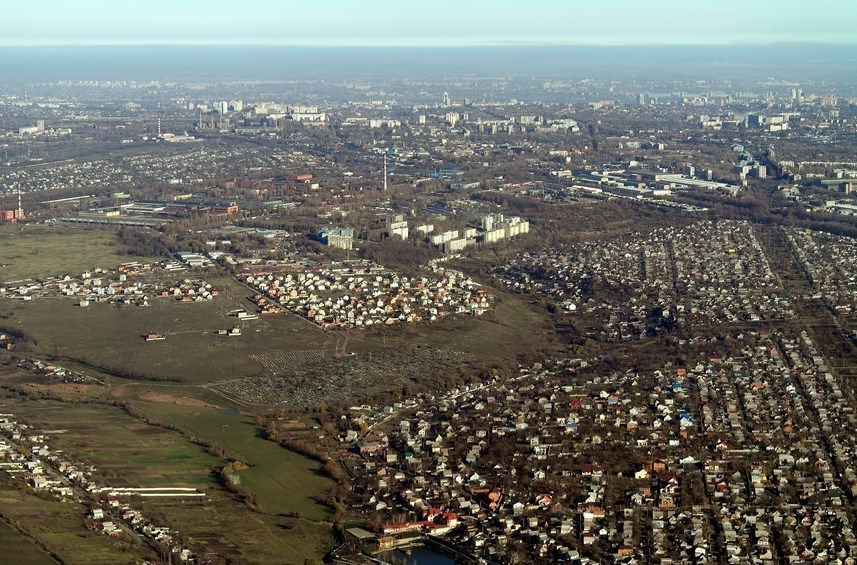
Вигляд ж/м Кротова з повітря

На території житлового масиву розташована середня загальноосвітня школа № 25, дошкільний навчальний заклад (ясла-садок) № 104, торгівельний центр «Шинник», супермарткет «Varus», відділення «Укрпошта», продовольчий ринок, кілька інших торгівельних точок (у тому числі піцерія, магазин алкогольних напоїв, магазин табачних виробів, аптека тощо), стадіон, дитячі майданчики. Крім того, даний житловий масив знаходиться в 5 хвилинах їзди до ТРЦ «TERRA» на 12 кварталі (пр. Богдана Хмельницкого, буд. 118д).
На території житлового масиву знаходиться 2 гаражних кооперативи та паркувальний майданчик для автомобілів, автозаправочні станції «Авіас» та «Нефтек». У безпосередній близькості також знаходиться АЗС «WOG».
У 2011 році було введено в експлатацію нову котельну, яка забезпечує теплом місцевих мешканців.
У 2018 році Дніпровською міською радою в рамках «Бюджету участі» було організовано голосування мешканців м. Дніпра щодо фінансування та будівництва інфрастуктурних проєктів на території міста. Завдяки активному голосуванню мешканців ж/м Кротова у період з 01.10.2018 по 21.10.2018, третє місце зайняв проєкт будівництва «Баскетбольного майданчика поблизу будинку за адресою: м. Дніпро, вул. Данили Нечая, буд. 5». Вказаний проєкт отримав 947 голосів. У 2019 році будівництво вказаного баскетбольного майданчика завершено.
На початку 2021 року на житловому масиві розпочалась реконструція торгівельного центру «Шинник», яка закінчилася у липні цього ж року. З-поміж інших магазинів, у торгівельному центрі був відкритий супермаркет «Varus»

## Перспективи розвитку
В 2017 році місцевою владою прийняте рішення про будівництво медичної амбулаторії для мешканців ж/м Кротова. 20.06.2018 рішенням Дніпровської міської ради на території житлового масиву передана земельна ділянка площею 0,1 га в постійне користування комунальному закладу «Дніпровський центр первинної медико-санітарної допомоги № 2» для будівництва амбулаторії загальної практики сімейної медицини (в районі будинку № 17 по вул. Данили Нечая).
У грудні 2017 року у ЗМІ було повідомлено про будівництво нового дитячого садка та реконструкацію стадіону на ж/м Кротова. 19.09.2018 Дніпровською міською радою прийняте рішення "Про передачу земельної ділянки у районі вул. Бориса Кротова у постійне користування Департаменту гуманітарної політики Дніпровської міської ради для будівництва дошкільного навчального закладу для КЗ «Середня загальноосвітня школа № 25».
На території житлового масиву планується будівництво двох храмів:
- Храм на честь всіх Святих Землі Української Дніпровської єпархії Православної церкви України (виділено земельну ділянку площею 0,3033 га поблизу будинку № 4 по вулиці Данила Нечая);
- Храм на честь Святої Великомучениці Єкатерини парафії Дніпропетровської єпархії УПЦ в м. Дніпрі (планується виділення земельної ділянки площею 0,4802 га поблизу вулиці Бориса Кротова).

Генеральним планом м. Дніпра на території житлового масиву передбачено можливість відведення вільних земельних ділянок під житлову та громадську забудову (насамперед, для будівництва багатоповерхових житлових будинків). Зокрема, рішенням сесії Дніпровської міської ради надано дозвіл на розроблення проекту землеустрою щодо відведення земельної ділянки (зі зміною її цільового призначення) по фактичному розміщенню нежитлової будівлі, клубу «БРИГАНТИНА» та для реконструкції нежитлової будівлі під багатоквартирний житловий будинок по вул. Данили Нечая, 29 А (Шевченківський район).
У листопаді 2021 року стало відомо, що поблизу ж/м Кротова планується будівництво логістично-сортувального центру «Укрпошти» на території колишнього заводу «Дніпрошина».

## Фотографії ж/м Кротова

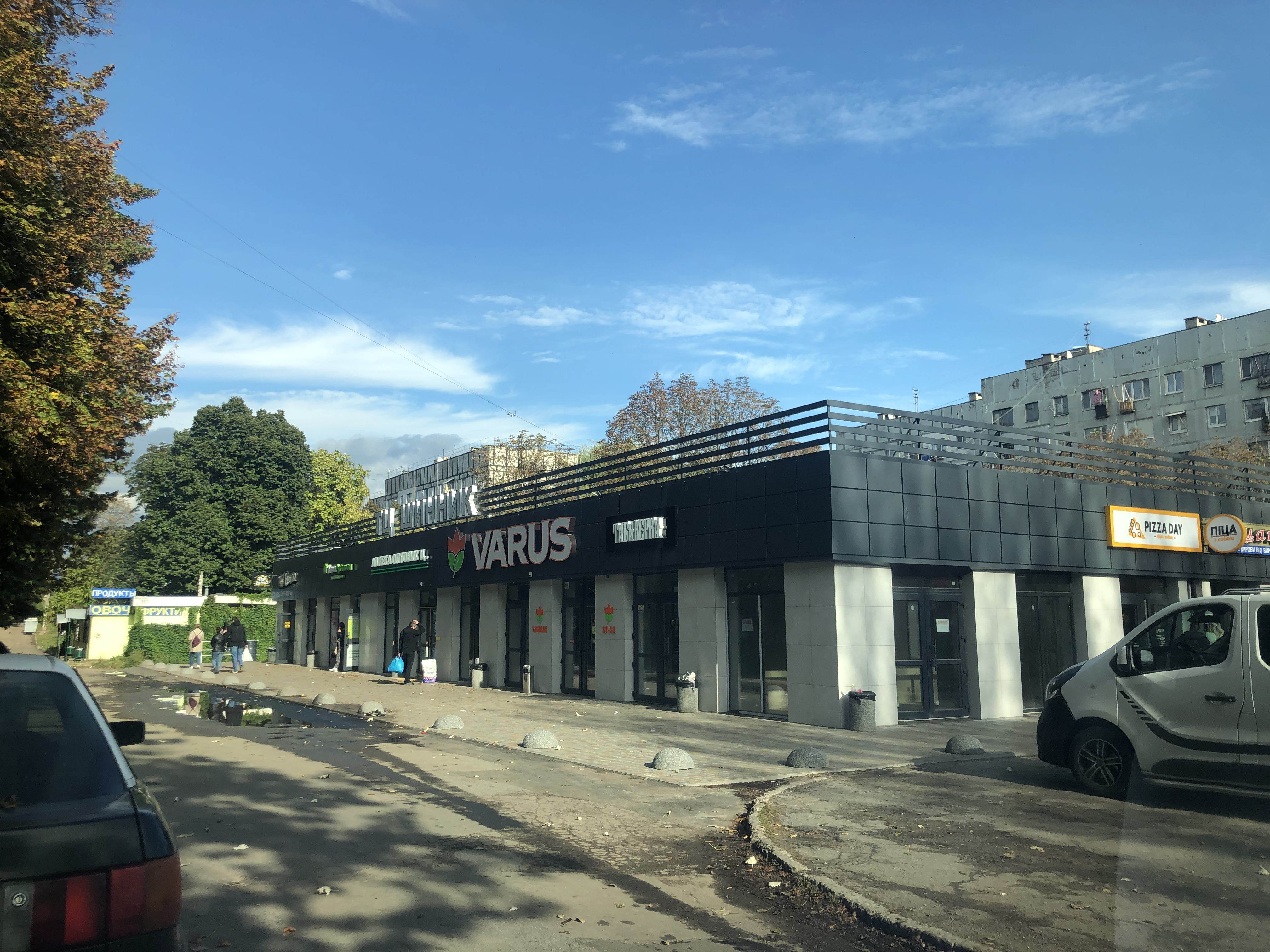
ТЦ «Шинник»
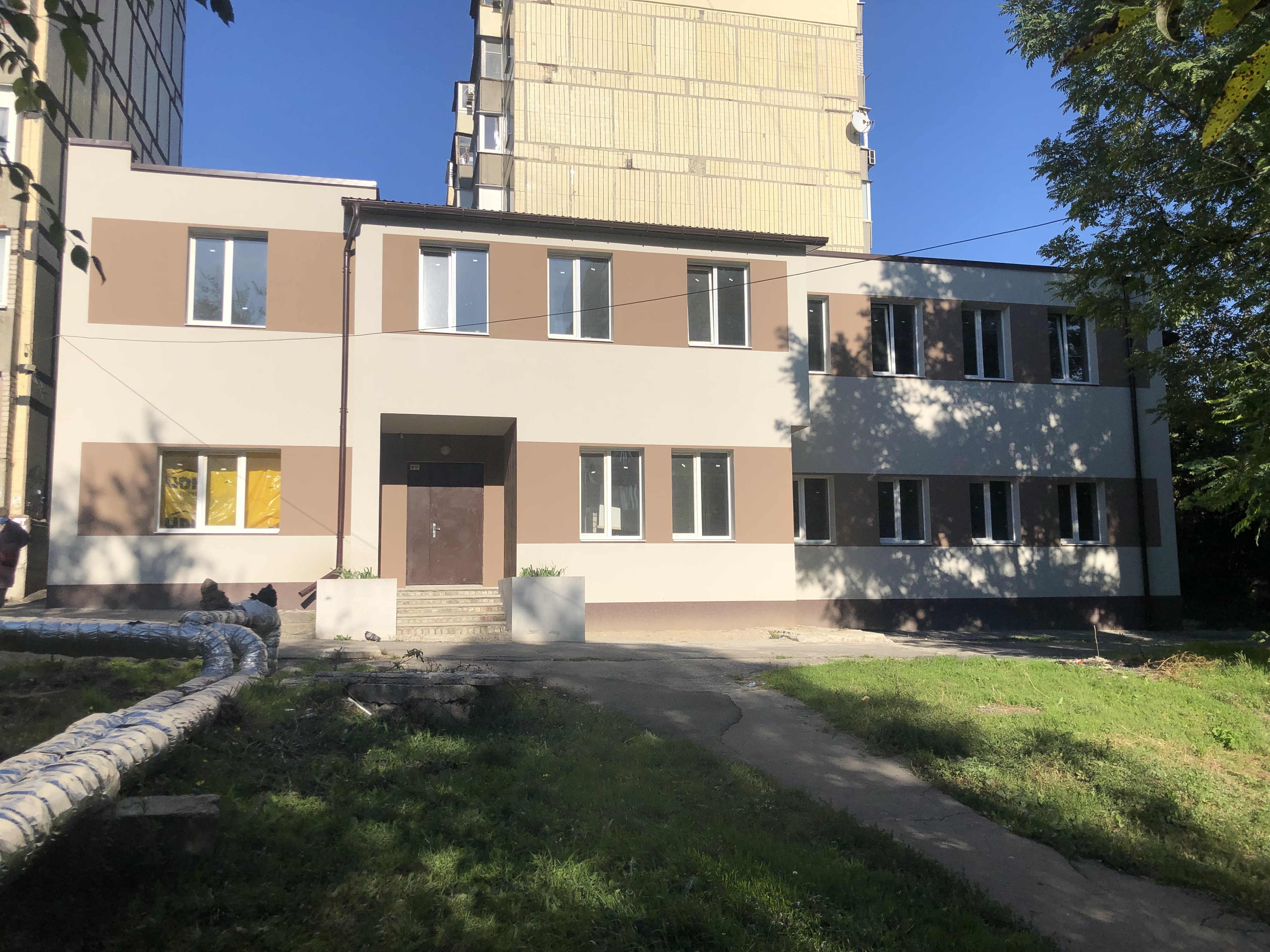
Реконструйована будівля під квартири по вул. Данили Нечая, буд. 29а
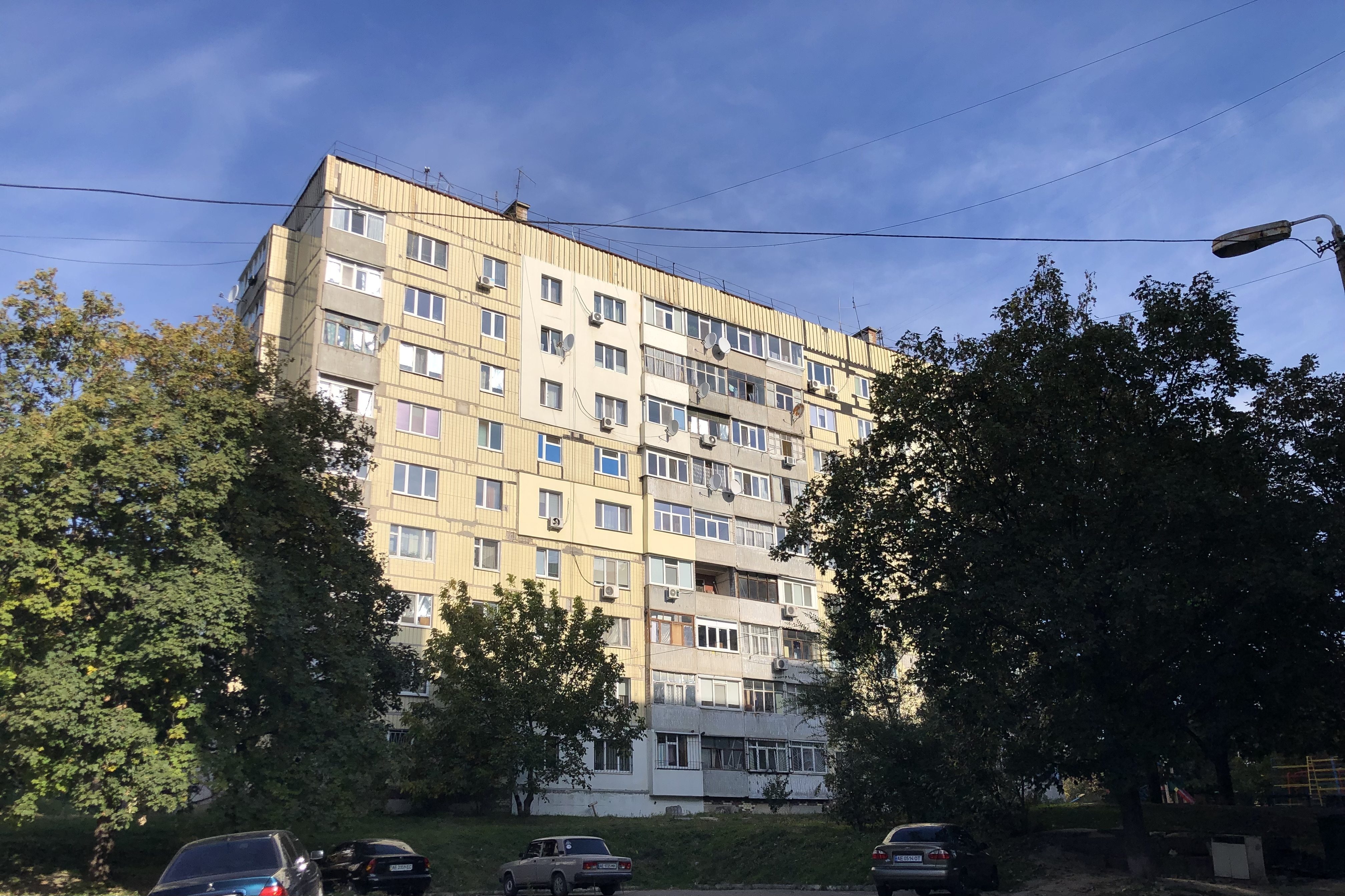
Будинок № 17 по вулиці Данили Нечая
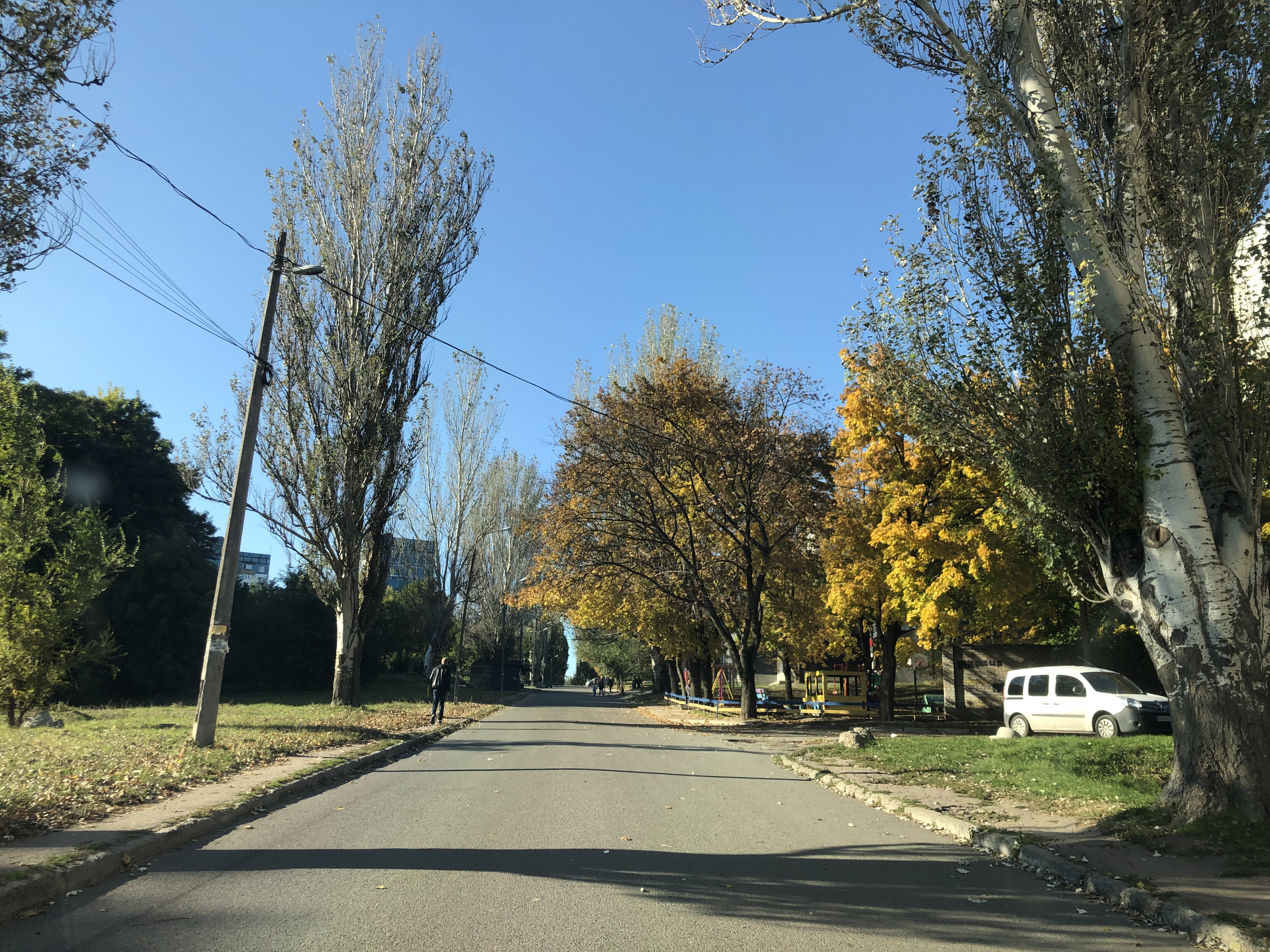
вул. Данили Нечая
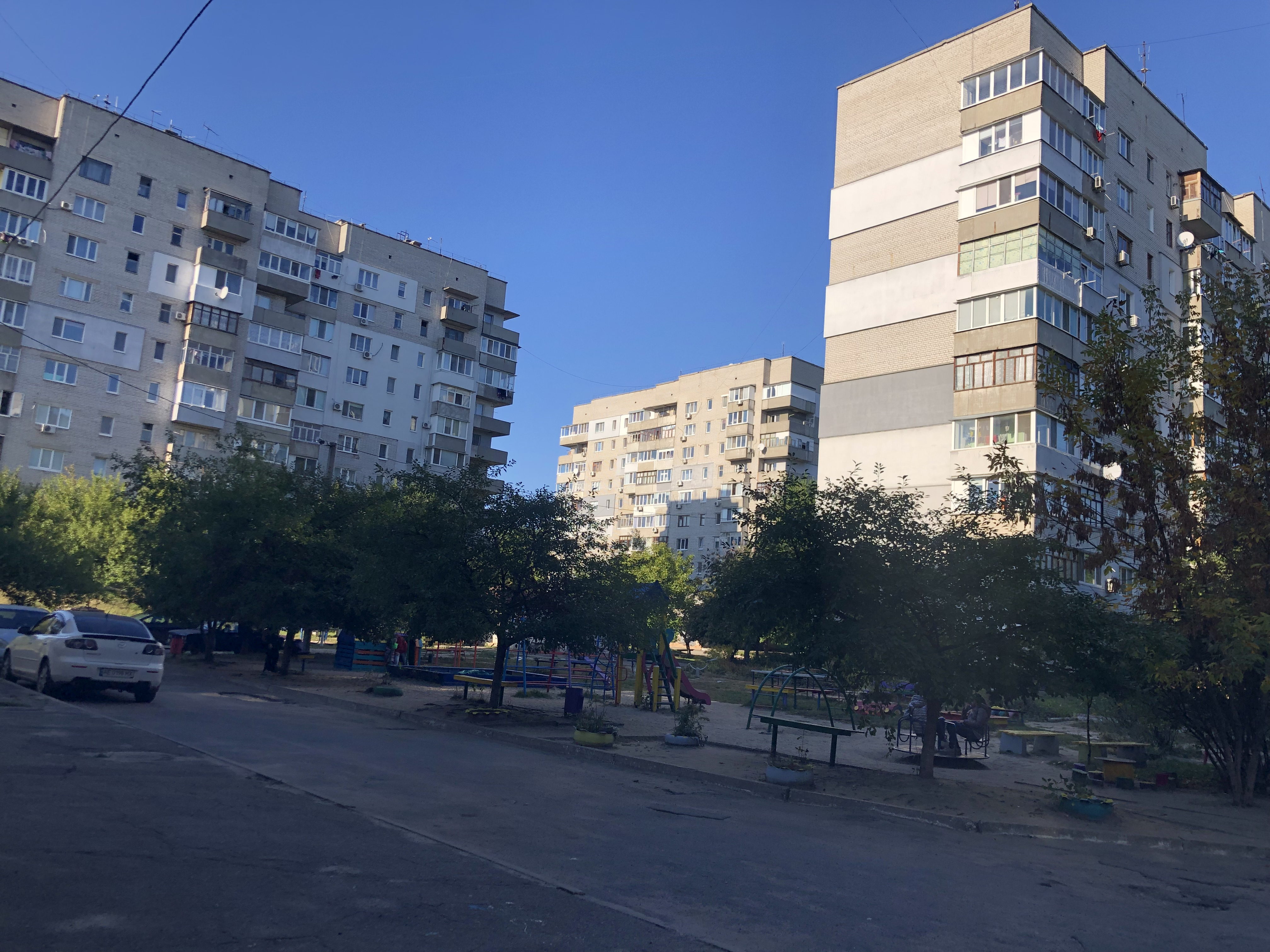
Двір на ж/м Кротова
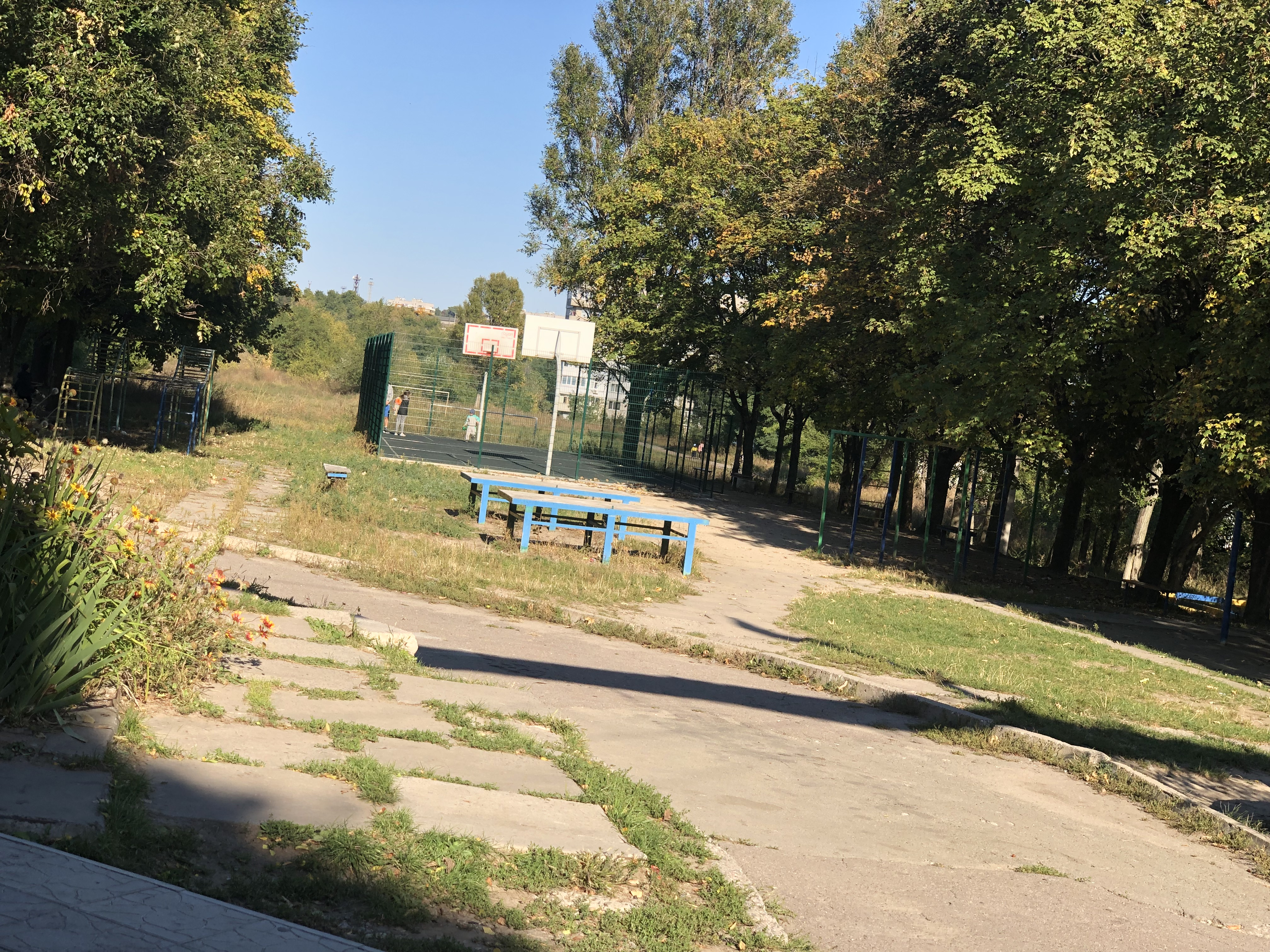
Баскетбольний майданчик
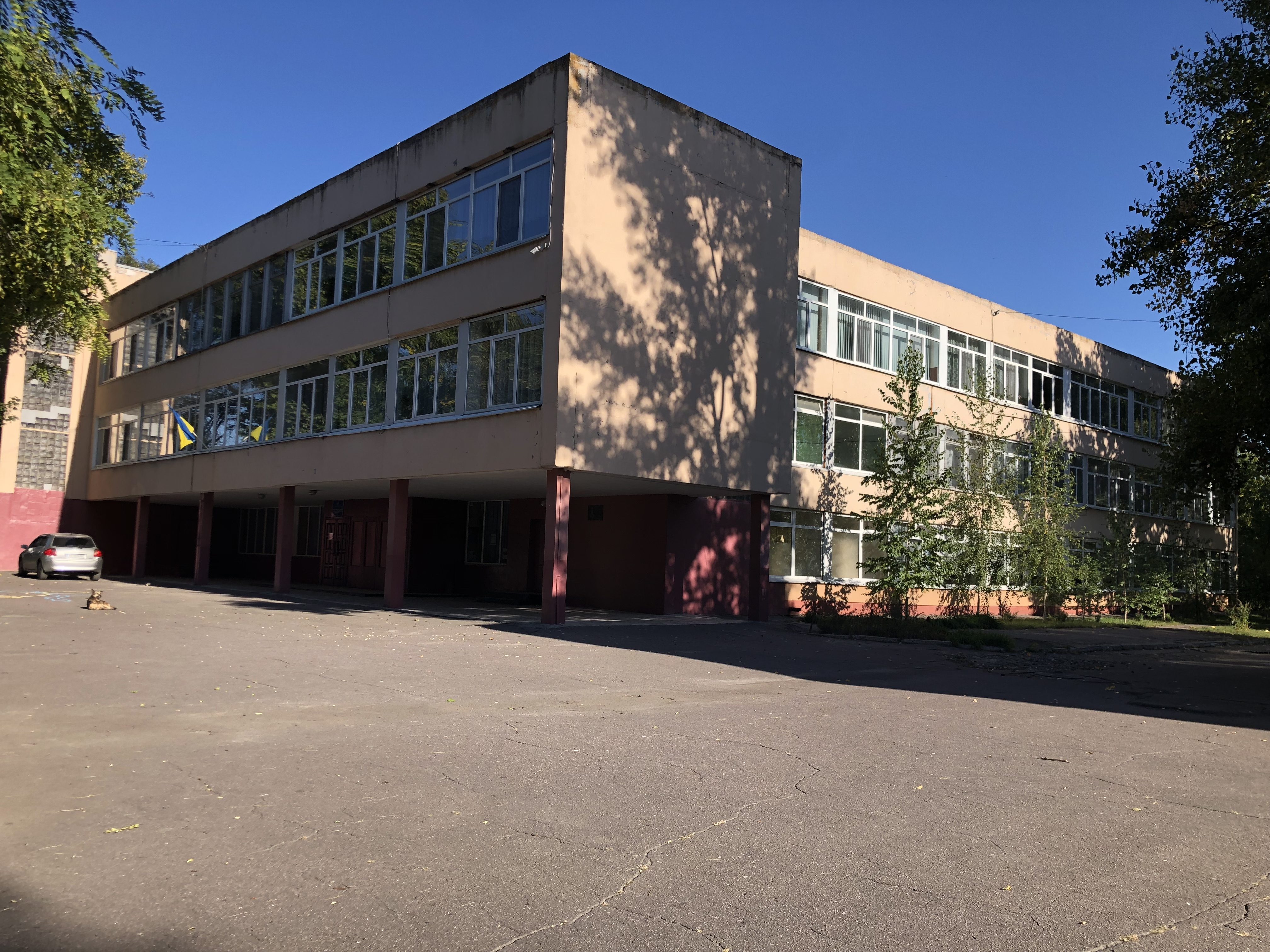
КЗО «СЗШ № 25»
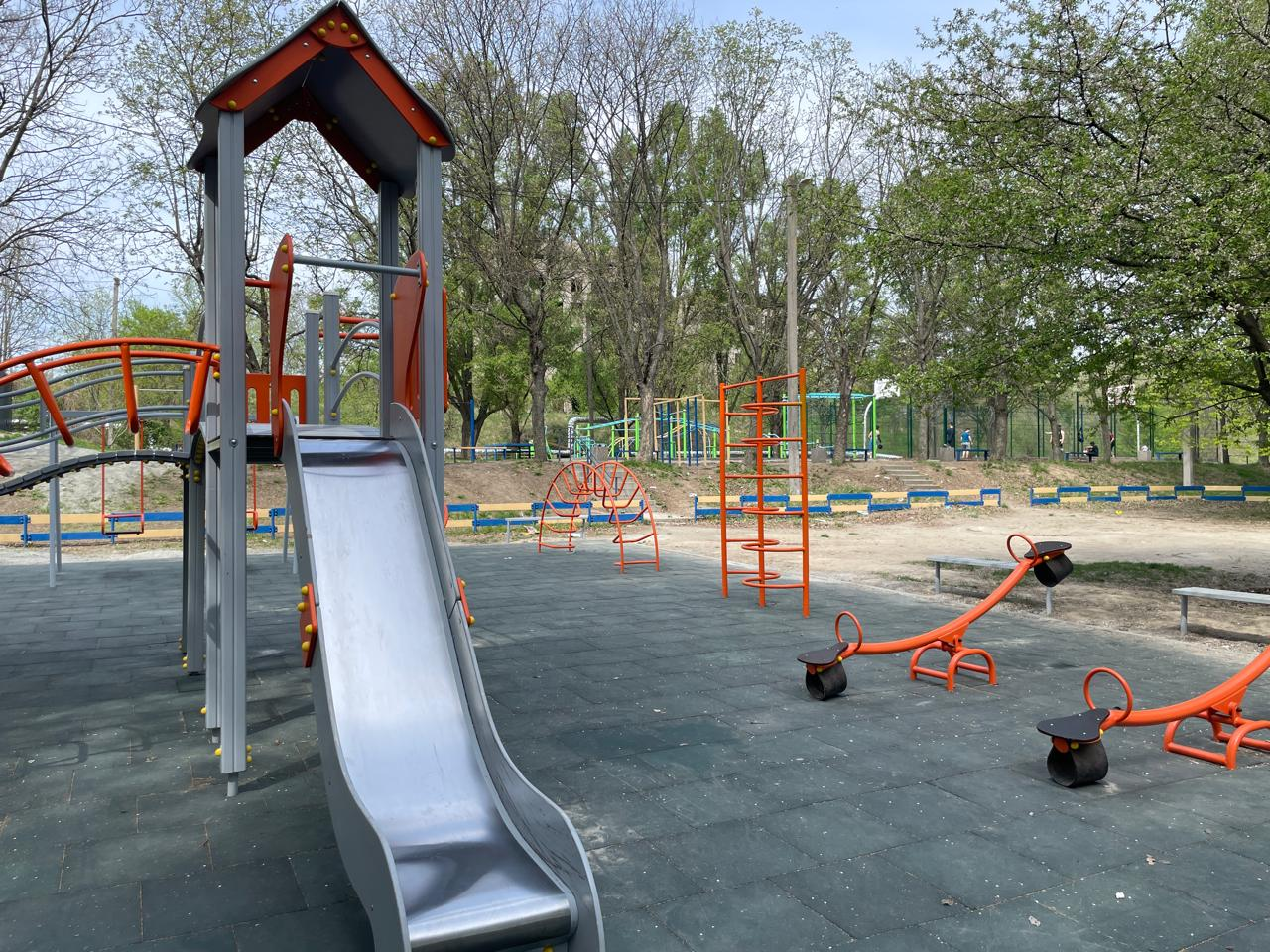
Новий дитячий майданчик на ж/м Кротова
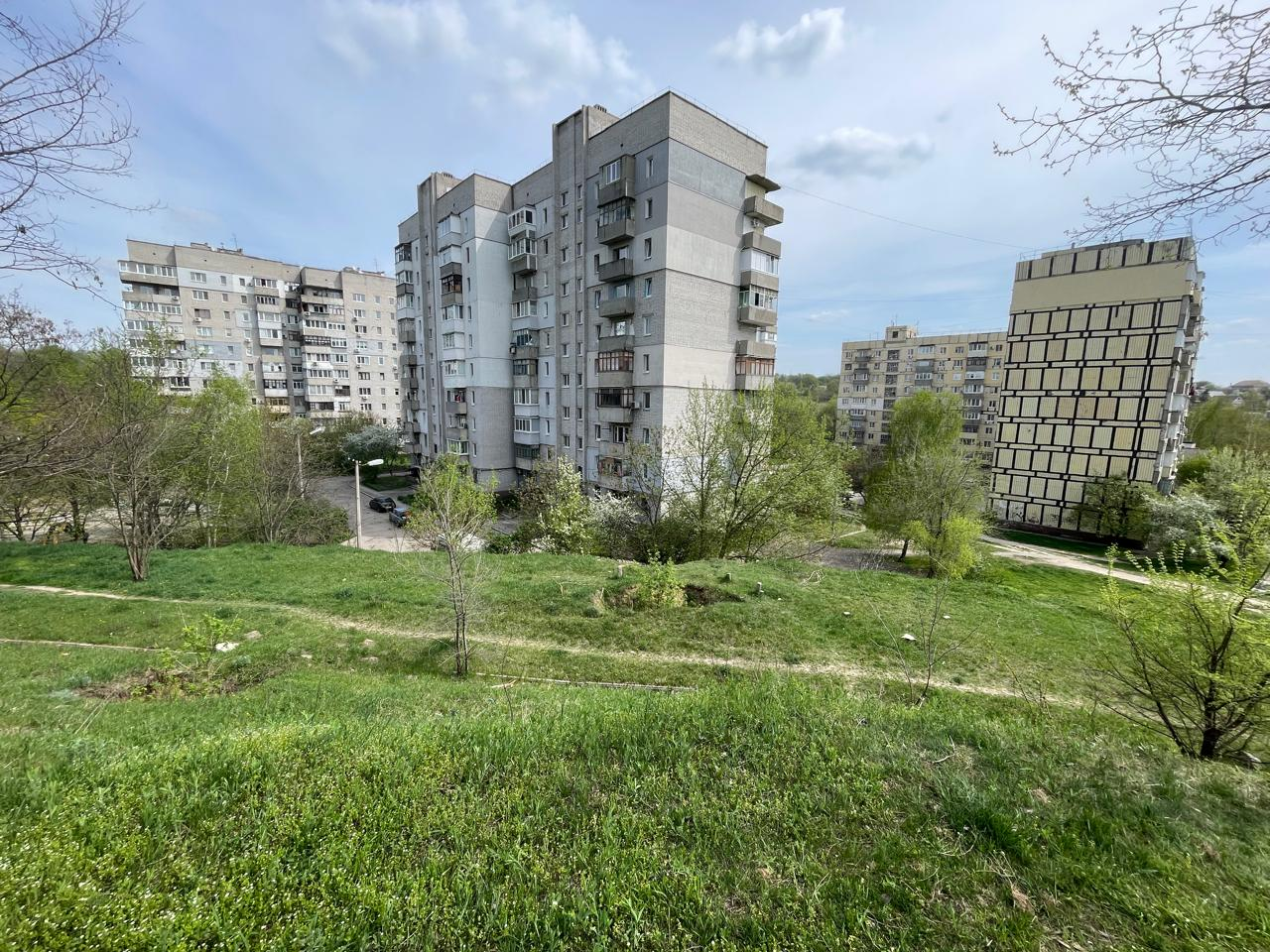
Житлові будинки на ж/ Кротова
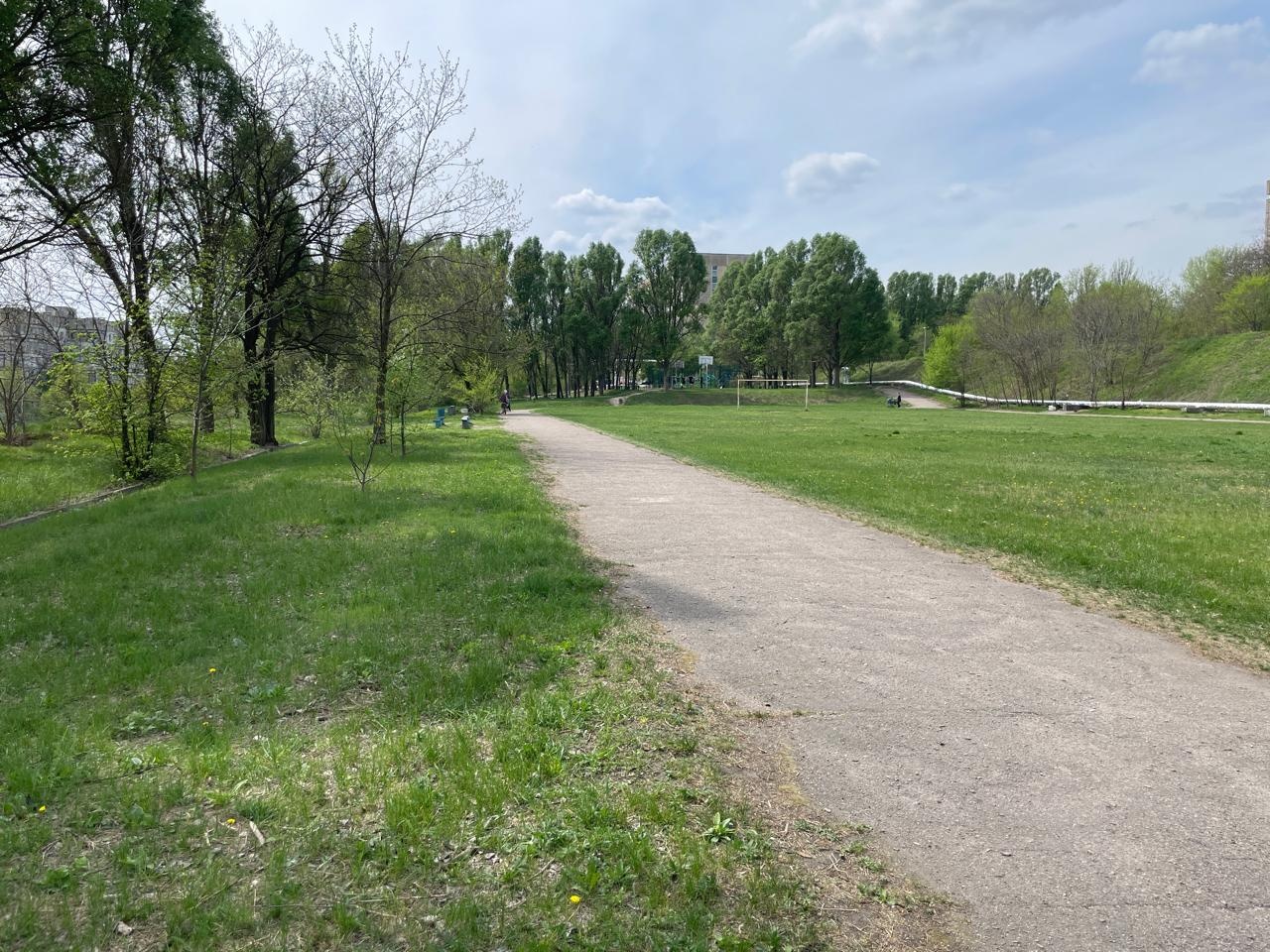
Стадіон на ж/м Кротова
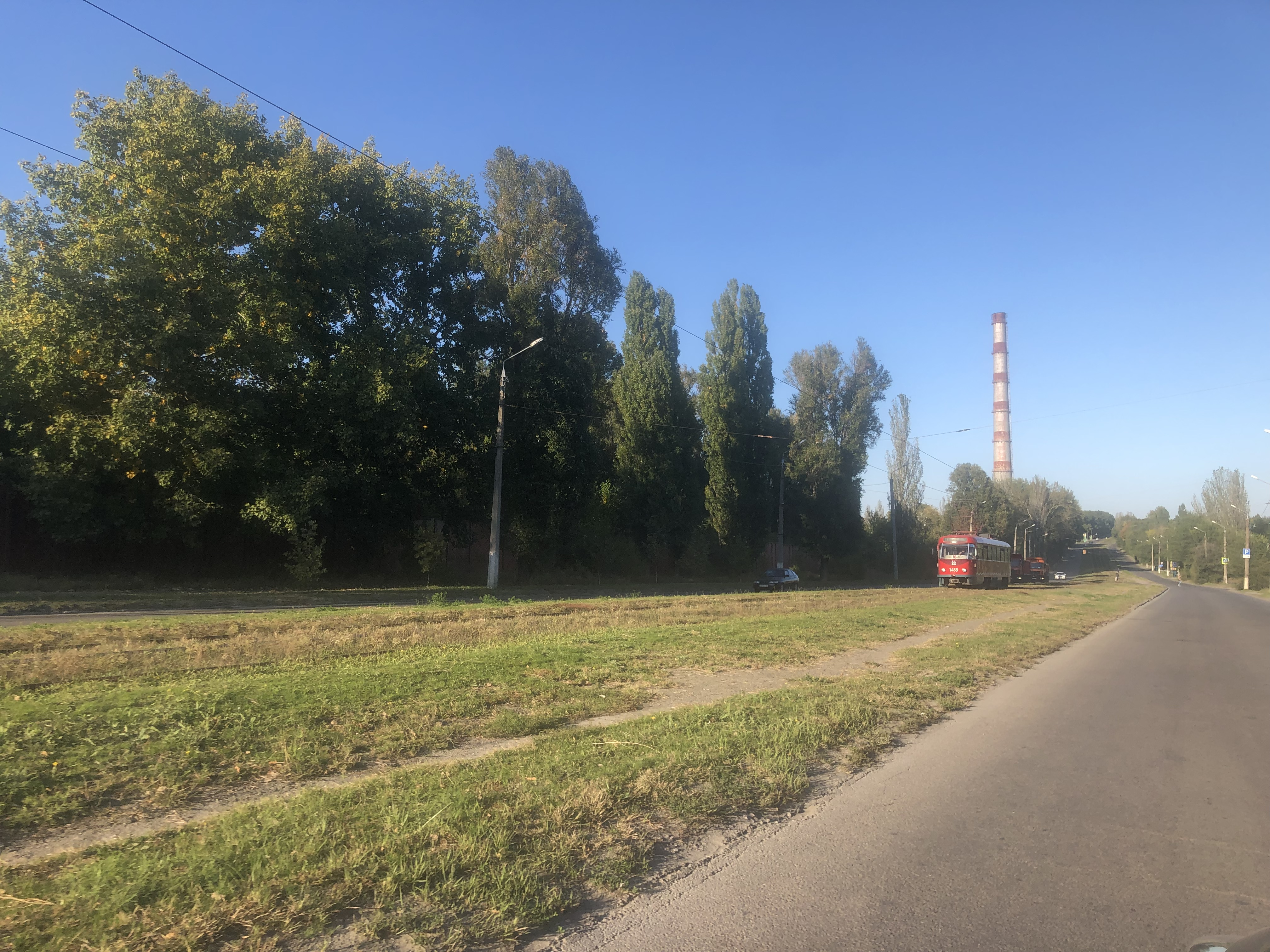
Виїзд з ж/м Кротова в напрямку ТРЦ «Терра», трамвай № 16